# Добош (торт)
«До́бош» (венг. dobostorta) — традиционный венгерский торт, состоящий из шести слоёв бисквита с шоколадным кремом и карамельной глазурью. Один из национальных символов Венгрии.
Торт назван по имени своего автора, венгерского кондитера Йожефа Добоша (1847—1924). Его прадед служил кухмейстером у Ференца II Ракоци в замке Серенча. Сам Йожеф Добош обучался поварскому и кондитерскому делу на кухне графа Дьюлы Андраши и владел деликатесной лавкой. В 1885 году для Венгерской национальной выставки (венг.) он придумал свой шедевр — торт, который не портится как минимум 10 дней, благодаря особому масляному крему. Тонкие слои крема и жёсткая глазурь не позволяли торту ни просесть по центру, ни высохнуть, что было особенно важно на уровне развития холодильной техники того времени. На выставке в Будапеште для торта Добоша был возведён отдельный павильон, в котором работало восемьдесят официантов и десять кондитеров. Во время пребывания в Будапеште торт попробовала императорская чета, Йожеф Добош сам прислуживал императрице Елизавете. Рецепт торта Йожеф Добош поначалу хранил в тайне.
Новый оригинальный торт оказался востребованным и популярным в стране и за её пределами, сначала в Европе, а затем и во всем мире. Подражатели пытались воспроизвести рецепт, и в конце концов разгадать его удалось кондитеру Йожефу Ридлю. В 1906 году, уходя от дел, Добош завещал оригинальный рецепт Будапештской ассоциации кондитеров, разрешив выпекать свой торт всем её членам.